# 沙布里尼亚克
沙布里尼亚克（法語：Chabrignac，法語發音：[ʃabʁiɲak]）是法国科雷兹省的一个市镇，位于该省西部，属于布里夫拉盖亚尔德区。

## 地理
沙布里尼亚克（45°18'59"N, 1°20'26"E）面积11.04 平方千米，位于法国新阿基坦大区科雷兹省，该省份为法国中南部省份，北起上维埃纳省和克勒兹省，西接多爾多涅省，南至洛特省，东临多姆山省和康塔爾省。
与沙布里尼亚克接壤的市镇（或旧市镇、城区）包括：孔塞兹、瑞亚克、拉斯科、罗西耶德瑞亚克、圣博内拉里维耶尔。
沙布里尼亚克的时区为UTC+01:00、UTC+02:00（夏令时）。

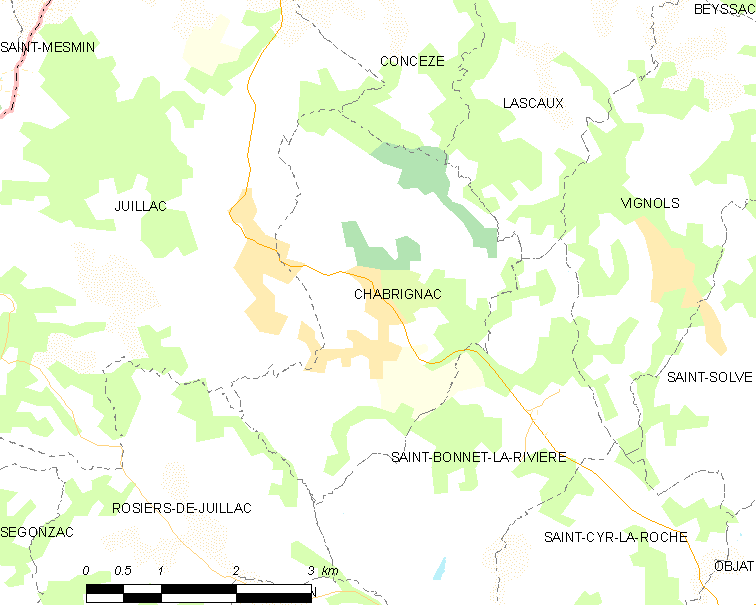
沙布里尼亚克的OSM定位图

## 行政
沙布里尼亚克的邮政编码为19350，INSEE市镇编码为19035。

## 政治
沙布里尼亚克所属的省级选区为利桑多奈县。

## 人口

1962-2008年间沙布里尼亚克人口变化图示

沙布里尼亚克于2022年1月1日时的人口数量为528人。